# Novo Lanište
Novo Lanište (en serbe cyrillique : Ново Ланиште) est un village de Serbie situé sur le territoire de la ville de Jagodina, district de Pomoravlje. Au recensement de 2011, il comptait 608 habitants.

## Géographie
Novo Lanište est situé à 7 km de Jagodina sur la ligne ferroviaire  et sur l'autoroute Belgrade-Niš (route européenne E75). Le village se trouve sur les bords de la Belica, non loin de son confluent avec la Velika Morava. 

## Démographie
| 1948 | 1953  | 1961  | 1971 | 1981 | 1991 | 2002 | 2011 |
| ---- | ----- | ----- | ---- | ---- | ---- | ---- | ---- |
| 991  | 1 048 | 1 055 | 940  | 826  | 752  | 694  | 608  |

|  |

## Personnalité
Novo Lanište est le village natal du général et voïvode Vukoman Aračić (1850-1915), qui s'est notamment battu dans les guerres balkaniques.